# GNU IceCat
GNU IceCat è un web browser creato da Giuseppe Scrivano per il progetto GNU, i cui script sono mantenuti e pubblicati nel repository Gnuzilla. È disponibile per sistemi GNU\Linux.
Si tratta di un rebranding del noto browser Mozilla Firefox, utilizza dunque il suo codice come base. Distribuito naturalmente sotto le stesse licenze MPL, GPL o LGPL a scelta dell'utente, ma senza limitazioni sull'uso del nome e del logo. È disponibile la localizzazione in lingua italiana (language pack).

## Caratteristiche
La differenza principale col browser originale Firefox consiste nel non utilizzare codice non libero per la visualizzazione di contenuti multimediali.
I plugin di default adattati ad IceCat sono
- HTTPS-everywhere
- SpyBlock - Blocca i tracker della privacy in modalità di navigazione normale e tutte le richieste di terze parti in modalità di navigazione privata.  Basato su Adblock Plus.
- Fingerprinting countermeasures - Il fingerprinting è una serie di tecniche di identificazione di un browser in base a caratteristiche specifiche. A differenza dei cookie, l'utente non può rinunciare a essere tracciato. IceCat evita di fornire questo tipo di informazioni.
- LibreJs

Per il resto, IceCat utilizza il codice di Firefox.
Gli addon (estensioni, temi e motori di ricerca) utilizzabili per Firefox funzionano anche con IceCat. Il progetto IceCat mantiene anche una pagina contenente una lista di addon (estensioni, temi e motori di ricerca) dotati di licenza libera. Questo per fornire uno strumento utile a chi non desidera servirsi dell'archivio mantenuto da Mozilla, che contiene anche materiale non libero.

## Distribuzione
IceCat è il browser ufficiale di GNU ed è supportato dalla Free Software Foundation.
IceCat è ufficialmente pacchettizzato in Trisquel, Parabola GNU/Linux-libre e Fedora.

## Licenza
IceCat è disponibile sotto la "multipla-licenza" MPL/GPL/LGPL usata da Mozilla per i propri sorgenti. Diversamente da Mozilla, le icone di default di IceCat ricadono sotto la stessa "triplice licenza" e sono quindi utilizzabili liberamente (come il nome del software).

## Cambio di Nome
Il 23 settembre 2007, nella mailing list ufficiale di Gnuzilla è stato annunciato che la successiva release del loro web browser avrebbe cambiato nome da Iceweasel in IceCat. Tale cambiamento veniva giustificato dal fatto che Debian ha usato il nome Iceweasel per il suo fork di Firefox fin da novembre 2006, e che questo avrebbe creato confusione in quanto i due fork di Firefox (Iceweasel e GNU IceCat) sono indipendenti tra loro.